# Mäebe (Kihelkonna)
Mäebe – wieś w Estonii, w prowincji Sarema, w gminie Kihelkonna.